# Caspian (Míchigan)
Caspian es una ciudad ubicada en el condado de Iron en el estado estadounidense de Míchigan. En el Censo de 2010 tenía una población de 906 habitantes y una densidad poblacional de 245,48 personas por km².

## Geografía
Caspian se encuentra ubicada en las coordenadas 46°3′55″N 88°37′36″O / 46.06528, -88.62667. Según la Oficina del Censo de los Estados Unidos, Caspian tiene una superficie total de 3.69 km², de la cual 3.69 km² corresponden a tierra firme y (0%) 0 km² es agua.

## Demografía
Según el censo de 2010, había 906 personas residiendo en Caspian. La densidad de población era de 245,48 hab./km². De los 906 habitantes, Caspian estaba compuesto por el 95.03% blancos, el 0% eran afroamericanos, el 1.43% eran amerindios, el 0.66% eran asiáticos, el 0% eran isleños del Pacífico, el 0% eran de otras razas y el 2.87% pertenecían a dos o más razas. Del total de la población el 1.21% eran hispanos o latinos de cualquier raza.